# Andreas Herman Hunæus

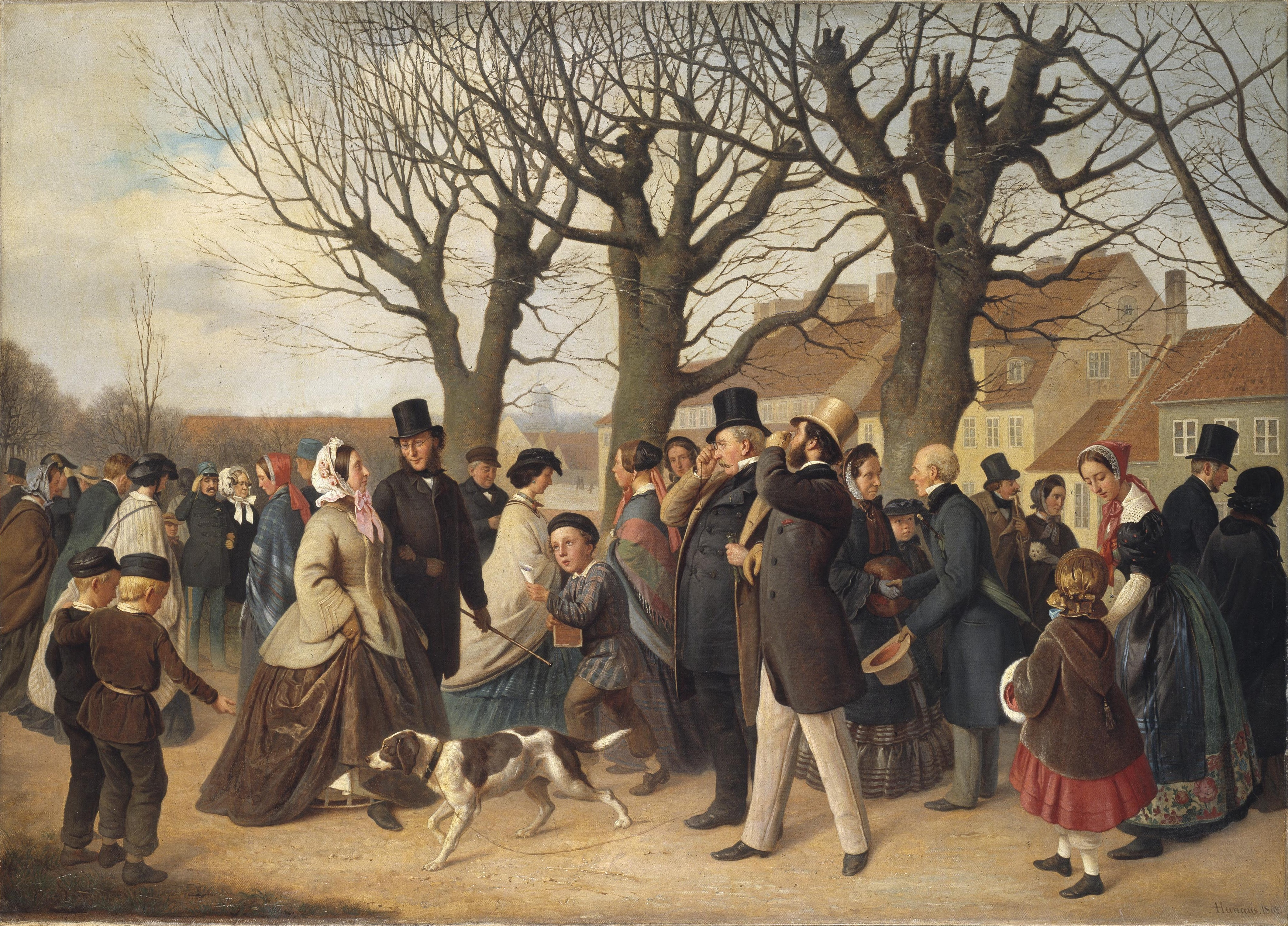
Andreas Herman Hunæus målning På Københavns Vold aftenen før Store Bededag, 1862

Andreas Herman Hunæus, född 8 december 1814 i Kolding, död 15 maj 1866 i Köpenhamn, var en dansk porträttmålare.
Andreas Herman Hunæus var son till löjtnanten och den näringsdrivande borgaren i Kolding Hunæus, som sedan flyttade till Randers. Han var döv, troligen från sin födelse, eller åtminstone från sitt andra levnadsår. Han blev elev på Det Kongelige Døvstummeinstitut 1823 och var där till sin konfirmation 1830. Där lärde han sig till skräddare, men då han visade anlag för teckning, satte fadern honom i målarlära och han började studier på Kunstakademiet 1831. Han blev snart elev på Modelskolen. Han drogs till porträttmåleri och började ställa ut 1833. Han blev en ganska ansedd porträttmålare  och han blev 1857 agreeret vid Kunstkademiet. Han målade av många ansedda personer, och gjorde under sitt sista levnadsår också ett  porträtt av prinsessan Dagmar till kung Fredrik VIII av Danmark. Han fick inget erkännande som historie- och genremålare, och endast en målning av livet i Köpenhamn, På Københavns Vold aftenen før Store Bededag, väckte uppmärksamhet. 
Andreas Herman Hunæus gifte sig 1847 med Thora Johanne Cathrine Garbrecht (död 1866), som var dotter till grosshandlaren J.G.F. Garbrecht.